# Izon-la-Bruisse
Izon-la-Bruisse – miejscowość i gmina we Francji, w regionie Owernia-Rodan-Alpy, w departamencie Drôme.
Według danych na rok 1990 gminę zamieszkiwało 14 osób, a gęstość zaludnienia wynosiła 1 osób/km² (wśród 2880 gmin regionu Rodan-Alpy Izon-la-Bruisse plasuje się na 1599. miejscu pod względem liczby ludności, natomiast pod względem powierzchni na miejscu 795.).